# 飛鳥井豊
飛鳥井 豊（あすかい ゆたか、1970年12月27日 - ）は、日本の男性声優、舞台俳優、司会者。宮城県出身。朗読の会「鉄屑堂」主宰。以前はDoaプロダクションに所属していた。ホームヘルパー2級の資格を持つ。

## 出演作品

### テレビアニメ
- しましまとらのしまじろう
- ポコニャン

1992年
- 炎の闘球児 ドッジ弾平（部員）

1993年
- 機動戦士Vガンダム（ジム・スティフ、レイ・ブラッド）

2006年
- ラブゲッCHU 〜ミラクル声優白書〜（同人ファンC）

2008年
- イタズラなKiss（大学教授、役員A）

### ゲーム
2001年
- 月陽炎（有馬一哉）

### 吹き替え
- サブリナ（友人）
- 新ハイランダー アマンダ（グレン、神父）
- スタートレック:ヴォイジャー（ジェナーロ）
- ナショナル・トレジャー
- パワーレンジャー・ロスト・ギャラクシー（ケグラー、デストラクソ、テクサ、スパイカーカ、ロケットロン）
- 誘惑の接吻（アナウンサー）

### ドラマCD
- クインテット!（チャーリー梅田）
- DEADLOCK（オズボーン）

### ボイスオーバー
- ザ!世界仰天ニュース

### ラジオCM
- J:COM
- 神奈川オールトヨタ
- NTT東日本
- セントラルサービス
- パチンコ7

### 特撮
1999年
- 燃えろ!!ロボコン（ロボガシャの声、団子町の人々）
- 燃えろ!!ロボコンVSがんばれ!!ロボコン（ロボガシャの声）

2000年
- 未来戦隊タイムレンジャー（ナバルの声）

2001年
- 百獣戦隊ガオレンジャー（キュララの声）

### 実写
- 青い薔薇の微笑（アナウンサー）
- コンティニュー（誠の父親の声）

### テレビ番組
- 冒険アスファル島

### 舞台
- わが町
- 塀の中の懲りない面々
- 言霊の樹
- 花よりタンゴ
- ローマで起こった奇妙な出来事
- 黄昏のボードビル
- ロダンの花子